# 16 януари
16 януари е 16-ият ден в годината според григорианския календар. Остават 349 дни до края на годината (350 през високосна година).

## Събития
- 27 г. пр.н.е. – Сенатът на Римската империя удостоява за първи път с титлата август император Гай Юлий Цезар Октавиан.
- 927 г. – Кордоба (в дн. Испания) е обявена за халифат.
- 1547 г. – Иван Грозни се самопровъзгласява за цар на Русия.
- 1556 г. – Императорът на Свещената Римска империя Карл V абдикира, разделяйки империята на две части – в полза на сина си Филип II и брат си Фердинанд I.
- 1581 г. – Английският парламент узаконява англиканството като държавна религия, приемайки закони против католицизма.
- 1593 г. – Мехмед III става султан на Османската империя, след което убива 19-те си братя.
- 1707 г. – Шотландският парламент ратифицира договора за обединение с Англия, с което се създава Великобритания.
- 1724 г. – Петър I забранява в Русия браковете по принуда.
- 1878 г. – Руско-турска война (1877-1878): Капитан Александър Бураго с отряд руски драгуни освобождава Пловдив от Османската империя.
- 1881 г. – Български пощи сключва договор с Австрийското параходно дружество за превоз на пощенски пратки по Дунав.
- 1908 г. – Съставено е правителство на Демократическата партия с премиер Александър Малинов.
- 1909 г. – Експедицията на Ърнест Шакълтън установява местонахождението на магнитния Южен полюс.
- 1915 г. – Открита е българската легация във Вашингтон от първия пълномощен министър на България в САЩ Стефан Панаретов.
- 1920 г. – В САЩ е въведен така нареченият Сух режим.
- 1920 г. – В Париж се провежда първото заседание на Лигата на нациите.
- 1920 г. – Страните от Антантата преустановяват търговската блокада на СССР.
- 1942 г. – Филмовата звезда Карол Ломбард и още 21 души загиват, когато самолетът, който изпълнява полет 3 на „Трансконтинентал енд Уестърн Еър“ се разбива близо до Лас Вегас.
- 1957 г. – В Ливърпул, Англия, на 10 Mathew Street отваря „The Cavern club“, където дебютират „Бийтълс“.
- 1963 г. – СССР обявява, че притежава водородна бомба.
- 1969 г. – Чешкия студент Ян Палах се самозапалва в Прага, в протест срещу смазването на Пражката пролет от Съветския съюз година по-рано.
- 1970 г. – Полковник Муамар Кадафи встъпва в длъжност министър-председател на Либия.
- 1979 г. – В Иран е свален светският режим на шах Мохамед Реза Пахлави и страната е обявена за ислямска република.
- 1992 г. – С мирен договор се поставя край на 12-годишната гражданска война в Салвадор, взела 75 000 жертви.
- 2000 г. – За президент на Чили е избран Рикардо Лагос.
- 2001 г. – ЮНЕСКО обявява 16 януари за ден на Бийтълс.
- 2005 г. – 66-годишната румънка Адриана Илиеску става най-възрастната родилка на планетата.

## Родени
- 1728 г. – Николо Пичини, италиански композитор († 1800 г.)
- 1749 г. – Виторио Алфиери, италиански поет и драматург († 1803 г.)
- 1831 г. – Йован Ристич, сръбски политик († 1899 г.)
- 1838 г. – Франц Брентано, германски психолог и философ († 1917 г.)
- 1853 г. – Андре Мишлен, френски предприемач († 1931 г.)
- 1867 г. – Викентий Вересаев, руски писател († 1945 г.)
- 1890 г. – Асен фон Хартенау, граф Хартенау († 1965 г.)
- 1901 г. – Фулхенсио Батиста, кубински диктатор († 1973 г.)
- 1904 г. – Димитър Добрев, български писател († 1985 г.)
- 1910 г. – Валтер Шеленберг, ръководител на германското стратегическо разузнаване по време на Втората световна война († 1951 г.)
- 1920 г. – Алберто Креспо, аржентински пилот от Формула 1 († 1991 г.)
- 1924 г. – Кати Хурадо, мексиканска актриса († 2002 г.)
- 1928 г. – Уилям Кенеди, американски писател и журналист
- 1931 г. – Йоханес Рау, президент на Германия († 2006 г.)
- 1933 г. – Сюзън Зонтаг, американска писателка и общественичка († 2004 г.)
- 1934 г. – Мерилин Хорн, американска оперна певица
- 1939 г. – Биньо Иванов, български поет († 1998 г.)
- 1946 г. – Кабир Беди, индийски актьор
- 1947 г. – Валентин Чернев, български поет († 2020 г.)
- 1948 г. – Джон Карпентър, американски сценарист и режисьор
- 1952 г. – Майкъл Чорни, руски бизнесмен
- 1953 г. – Иван Петрушинов, български актьор
- 1953 г. – Райнхард Иргл, германски писател
- 1953 г. – Росен Елезов, български режисьор
- 1955 г. – Джери Лененджър, американски астронавт
- 1957 г. – Иван Черкелов, български режисьор и сценарист († 2022 г.)
- 1959 г. – Шаде Аду, британска певица от Нигерия
- 1962 г. – Христо Марков, български депутат († 2020 г.)
- 1964 г. – Деян Неделчев, български поп певец, композитор и шоумен
- 1966 г. – Алек Попов, български писател († 2024 г.)
- 1968 г. – Бойко Пенчев, български писател, преводач, журналист
- 1968 г. – Дейвид Чокачи, американски актьор
- 1969 г. – Корнелия Нинова, български политик
- 1970 г. – Снежина Петрова, българска актриса

- 1974 г. – Кейт Мос, английски модел
- 1975 г. – Андреа Грил, австрийска писателка
- 1976 г. – Андреана Николова, българска оперна певица
- 1979 г. – Алия, американска поп певица († 2001 г.)
- 1981 г. – Боби Замора, английски футболист
- 1981 г. – Соня Немска, българска попфолк певица
- 1982 г. – Тунджай Шанлъ, турски футболист
- 1983 г. – Емануел Погатец, австрийски футболист
- 1985 г. – Маркош да Силва, бразилски футболист
- 1986 г. – Айша, латвийска певица

## Починали
- 1794 г. – Едуард Гибън, британски историк (* 1737 г.)
- 1798 г. – Джон Далинг, британски военен (* 1731 г.)
- 1891 г. – Лео Делиб, френски композитор (* 1836 г.)
- 1901 г. – Арнолд Бьоклин, швейцарски художник (* 1827 г.)
- 1912 г. – Георг Хайм, германски поет (* 1887 г.)
- 1925 г. – Алексей Куропаткин, руски военачалник (* 1848 г.)
- 1927 г. – Йован Цвиич, сръбски географ и учен (* 1865 г.)
- 1928 г. – Велимир Прелич, сръбски юрист (* 1884 г.)
- 1942 г. – Карол Ломбард, американска актриса (* 1908 г.)
- 1947 г. – Андрей Шкуро, руски офицер (* 1887 г.)
- 1950 г. – Густав Круп фон Болен унд Халбах, германски индустриалец (* 1870 г.)
- 1954 г. – Михаил Пришвин, руски писател (* 1873 г.)
- 1957 г. – Артуро Тосканини, италиански диригент (* 1867 г.)
- 1962 г. – Иван Мещрович, хърватски скулптор (* 1883 г.)
- 1977 г. – Ангел Сладкаров, български оперетен артист (* 1892 г.)
- 1990 г. – Влади Симеонов, български диригент (* 1912 г.)
- 1992 г. – Димитър Казаков, български художник (* 1933 г.)
- 1995 г. – Георги Костов, български писател (* 1940 г.)
- 2001 г. – Лоран-Дезире Кабила, президент на Конго (* 1939 г.)
- 2004 г. – Калеви Сорса, министър-председател на Финландия (* 1930 г.)
- 2006 г. – Георги Кордов, български поп певец, композитор и педагог (* 1934 г.)
- 2008 г. – Никола Клюсев, министър-председател на Република Македония (* 1927 г.)
- 2012 г. – Густав Леонхард, нидерландски музикант (* 1928 г.)
- 2017 г. – Юджийн Сърнън, американски астронавт (* 1934 г.)
- 2023 г. – Джина Лолобриджида, италианска актриса (* 1927 г.)

## Празници
- България – Професионален празник на хората, работещи в областта на растителната защита (обявен с решение на Министерския съвет 28 септември 2005 г.)
- САЩ – Национален ден за религиозна свобода
- Тайланд – Ден на учителя
- Тамили (народност, населяваща Индия, Шри Ланка, Малайзия, Сингапур и др.) – Фестивал на реколтата

Международен ден на дракона